# Balacra damalis
Balacra damalis là một loài bướm đêm thuộc phân họ Arctiinae, họ Erebidae.